# Лодєйнопольський район
Лодєйнопольський район (рос. Лодейнопольский район) — муніципальний район у складі Ленінградської області Російської Федерації.
Адміністративний центр — Лодєйне Поле.

## Демографія
Динаміка чисельності населення району:
| Год  | Населення (человек) | Джерело           | Примітки                         |
| ---- | ------------------- | ----------------- | -------------------------------- |
| 1959 | 34 138              | Перепис 1959 року |                                  |
| 1970 | 13 043              | Перепис 1970 року | Без Лодєйного Поля (19 632 осіб) |
| 1979 | 14 249              | Перепис 1979 року | Без Лодєйного Поля (23 214 осіб) |
| 1989 | 13 426              | Перепис 1989 року | Без Лодєйного Поля (26 718 осіб) |
| 2002 | 12 185              | Перепис 2002 року | Без Лодєйного Поля (22 830 осіб) |
| 2010 | 30 469              | Перепис 2010 року |                                  |

## Адміністративний устрій
До складу району входять 2 міських та 3 сільських поселення:
| Назва поселення                   | Населення* | Кількість НП | Адміністративний центр |
| --------------------------------- | ---------- | ------------ | ---------------------- |
| Альоховщинське сільське поселення | ▼ 4161     | 65           | Альоховщина            |
| Вахновокарське сільське поселення | ▼ 2211     | 36           | Доможирово             |
| Лодєйнопольське міське поселення  | ▼ 21 428   | 8            | місто Лодєйне Поле     |
| Свірстройське міське поселення    | ▼ 927      | 1            | смт Свірстрой          |
| Янезьке сільське поселення        | ▼ 1742     | 13           | Янега                  |